# Port-Louis (Morbihan)
Port-Louis is een Franse gemeente in het departement Morbihan. De gemeente telde 2.689 inwoners op 1 januari 2022. Het is een van de 25 gemeenten in het gemeentelijk samenwerkingsverband Lorient Agglomération. Het ligt in het zuiden van Bretagne, aan de Golf van Biskaje.
Port-Louis is vooral bekend door de citadel, die er in zee is gebouwd. In de 16e eeuw is deze citadel door de Spanjaarden gebouwd. Met de Vrede van Vervins is de citadel in Franse handen overgegaan. Die hebben de citadel voor een groot deel verwoest, maar daarna, in de 17e eeuw onder Lodewijk XIII, weer opgebouwd.
Het Musée de la Compagnie des Indes is gevestigd in de Citadel Saint-Louis.

## Geografie

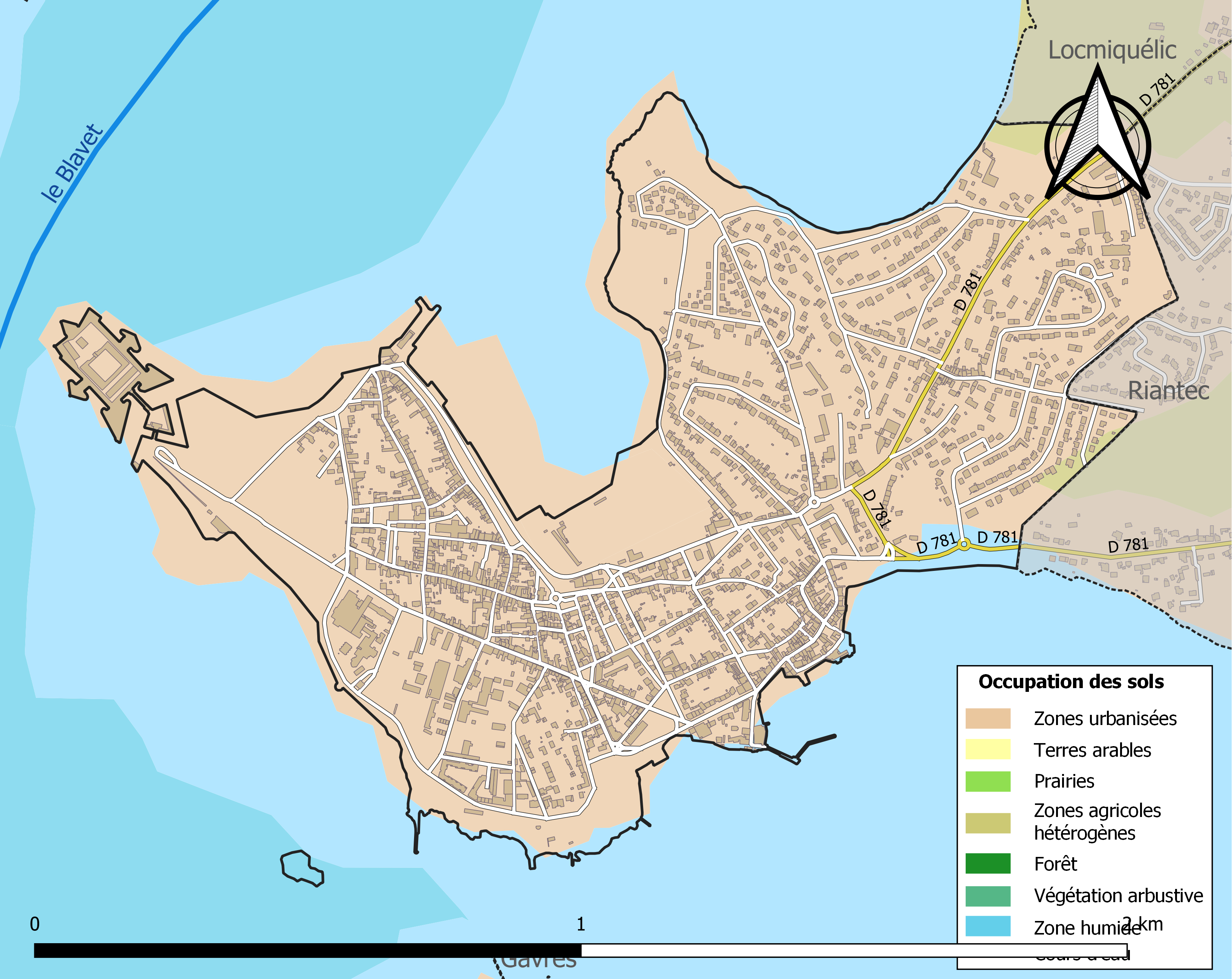
Kaart van de gemeente met de belangrijkste infrastructuur, bodemgebruik en omliggende gemeenten

## Afbeeldingen

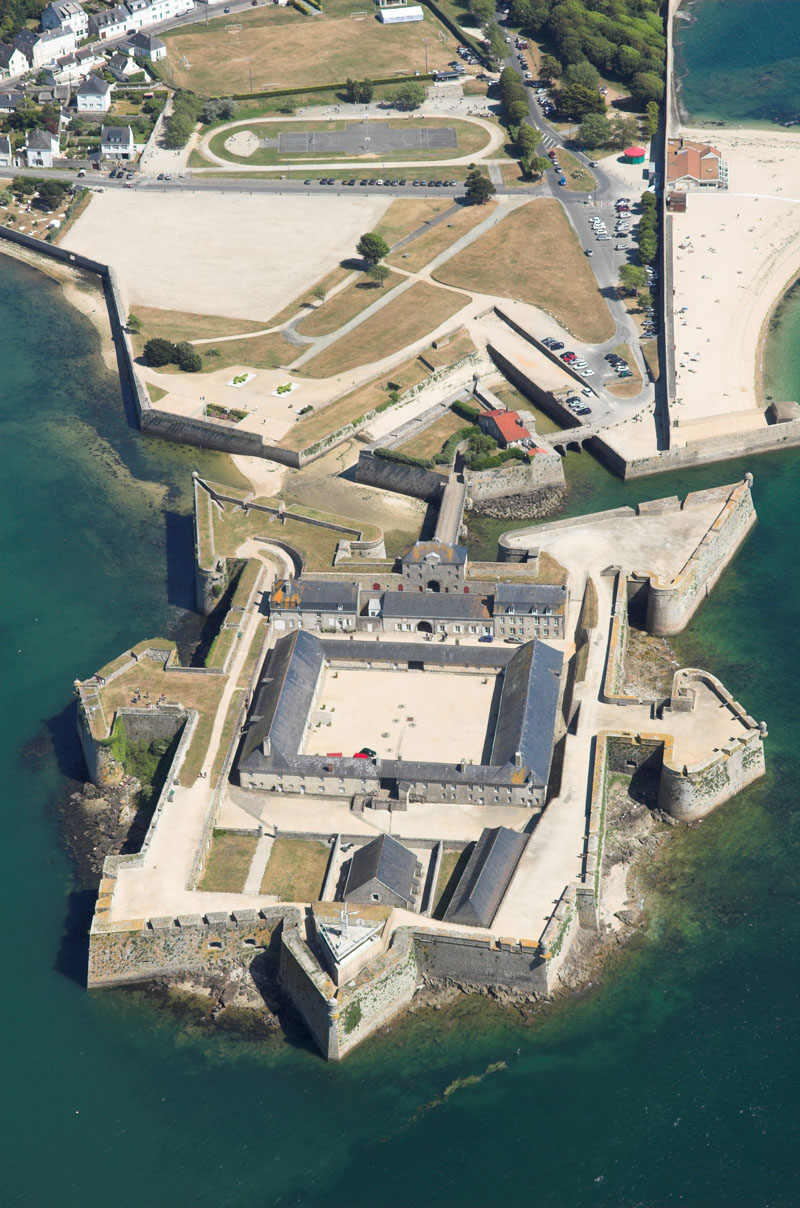
De citadel
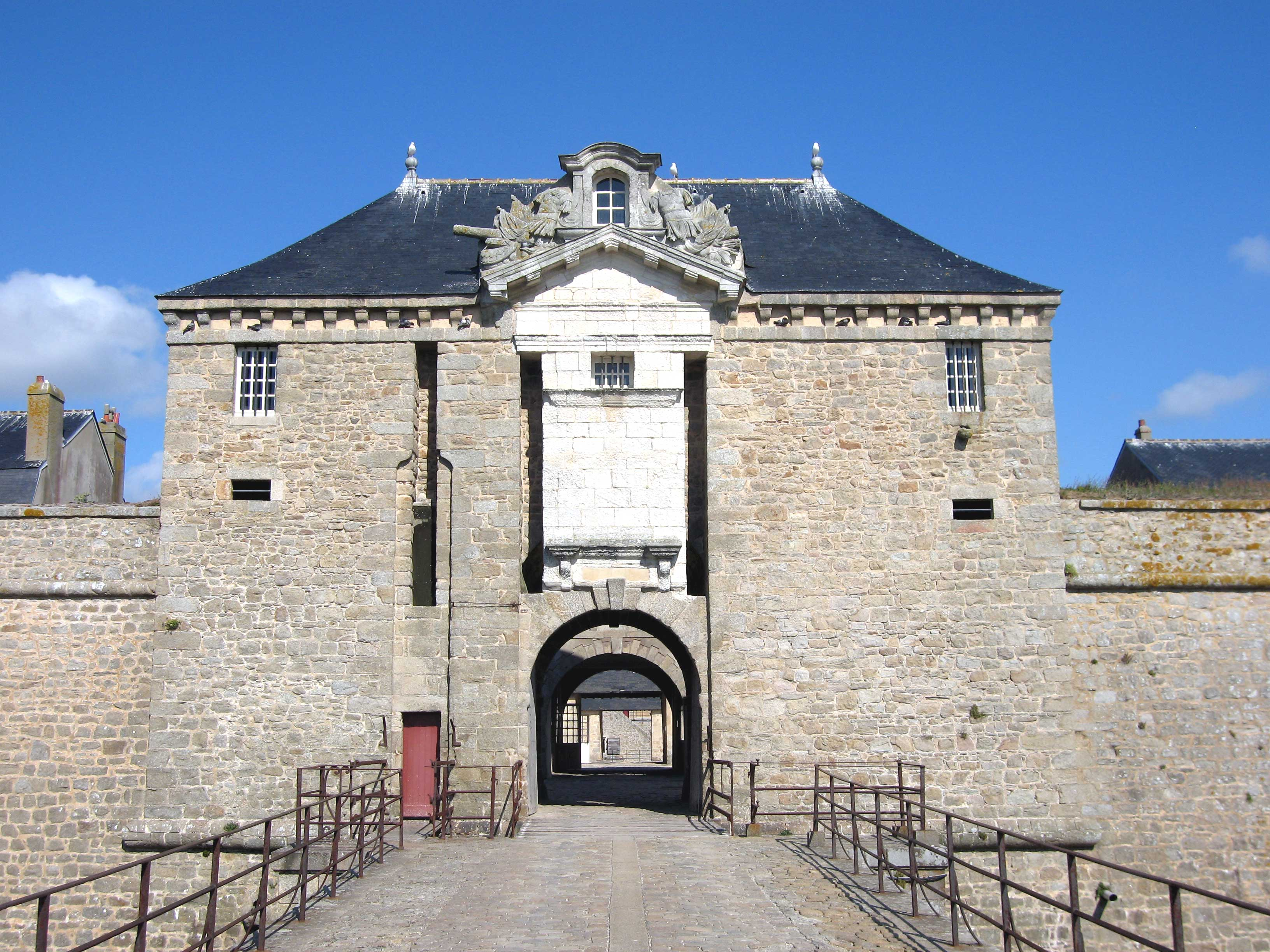
Entree van het fort

## Demografie
Onderstaande figuur toont het verloop van het inwonertal, bron: INSEE-tellingen. 

## Stedenbanden
- Bad Harzburg